# Bezorgdheid

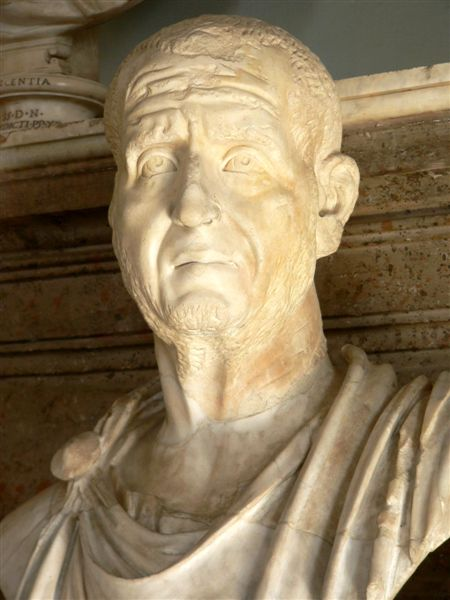
Keizer Decius kijkt bezorgd

Bezorgdheid is een gemoedstoestand die optreedt als iemand zich zorgen maakt. Dit kan betrekking hebben op zichzelf of een ander.
Bezorgdheid komt van het werkwoord zorgen, voor iemand willen zorgen.